# Cesare Cattaneo
Cesare Cattaneo (Como, 26 luglio 1912 – Como, 24 agosto 1943) è stato un architetto italiano.

## Biografia
Cattaneo fu una delle più brillanti promesse del movimento razionalista e, nonostante la sua brevissima vita, produsse molti progetti, alcuni scritti importanti, e alcuni edifici esemplari.
Già durante il periodo studentesco entrò in contatto con il gruppo degli architetti e artisti di Como, tra i quali si ricordano Giuseppe Terragni, Alberto Sartoris, Mario Radice e Manlio Rho.
Dal 1933 iniziò a frequentare, infatti, lo studio di Giuseppe Terragni e Pietro Lingeri, con i quali avrebbe avuto diverse collaborazioni.
Si laureò al Politecnico di Milano, all'età di 23 anni, nel 1935. Nel 1934 e nel 1935 partecipò con molto successo ai Littoriali dell'Arte e della Cultura organizzati dal GUF.
Nel 1935 progettò la prima opera costruita, l'Asilo infantile Giuseppe Garbagnati ad Asnago, insieme a Luigi Origoni.
Nello stesso anno partecipò alla VI Triennale di Milano. Mantenne stretti contatti con il gruppo degli astrattisti, in particolare con Mario Radice. Realizzò una Casa d'affitto a Cernobbio (1938-1939), considerata il capolavoro dell'astrattismo polidimensionale.
Morì a Como a soli 31 anni nel 1943.

## Opere e progetti
- 1935 Concorso per il Piano Regolatore di Como - 1º premio - con il gruppo CM8 (Bottoni, Dodi, Giussani, Lingeri, Pucci, Terragni e Uslenghi).
- 1935-1937 Asilo infantile Giuseppe Garbagnati ad Asnago, (vicino a Como), con Luigi Origoni.
- 1935 Fontana di Camerlata, insieme a Mario Radice. La fontana venne costruita in forma temporanea per la Triennale di Milano, venne poi smontata e ricostruita fedelmente in forma permanente a Como nel 1960.[2]
- 1936 Concorso di architettura per un Ospedale tipo per lattanti - 1º premio, con Vito Latis e Franco Longoni.
- 1937-1938 Concorso di architettura in due gradi per il Palazzo dei Ricevimenti e dei Congressi all'E42 di Roma - 2º premio - (con Giuseppe Terragni e Pietro Lingeri).
- 1938-1939 Casa d'affitto a Cernobbio, che diventerà la sua opera più nota.
- 1938-1943 Sede dell'Unione dei lavoratori dell'industria a Como (con Pietro Lingeri, Luigi Origoni, Augusto Magnaghi e Mario Terzaghi), 1º premio al Concorso di architettura e successiva realizzazione.
- 1942 Progetti di Chiese moderne con Mario Radice.
- 1942 Progetti di Alberghi polifunzionali ad Ivrea per Azienda Soggiorno e Turismo di Ivrea.